# کلیر کاکس
کلیر کاکس (انگلیسی: Claire Cox؛ زادهٔ ۱۹ دسامبر ۱۹۷۵) بازیگر اهل بریتانیا است.
از فیلم‌ها یا برنامه‌های تلویزیونی که وی در آن نقش داشته‌است، می‌توان به مأموران مخفی، لوتر، آخرین ادای احترام، تیراندازی ماهی و پوآرو اشاره کرد.